# Olsenella porci
Olsenella porci es una especie de  bacteria grampositiva del género Olsenella. Fue descrita en el año 2021. Su etimología hace referencia a cerdo. Es anaerobia e inmóvil. Tiene un tamaño de 0,5-1 μm de largo. Puede formar cadenas. Temperatura de crecimiento óptima de 37 °C. Tiene un contenido de G+C de 64,9%. Se ha aislado de las heces de un cerdo en Alemania.